# K.C. Undercover
K.C. Undercover (Agente K.C. en Latinoamérica y K.C. Agente Especial en España) fue una serie de televisión estadounidense protagonizada por Zendaya que se estrenó el 18 de enero de 2015 y concluyó el 2 de febrero de 2018 en la cadena Disney Channel. La serie fue creada por Corinne Marshall y producida por Rob Lotterstein.

## Sinopsis
La serie sigue a K.C, una estudiante de secundaria genio de las matemáticas que se ve reclutada por sus padres espías después que descubre que en realidad son espías encubiertos. Cada episodio se centra en la familia: desde lidiar con problemas familiares cotidianos hasta desempeñar misiones para salvar su país, o incluso todo el mundo.
Cada episodio se centra en K.C. y su familia mientras lidian con problemas familiares comunes mientras realizan misiones para salvar el país, con una historia recurrente que implica frustrar los planes de una organización criminal llamada Otro Lado.
La tercera temporada presenta una organización renegada llamada Alternate que está en contra de la Organización y del Otro Lado con planes de destruir al gobierno de los Estados Unidos para cambiar el mundo a su manera.

## Elenco y personajes

### Principales
- Zendaya como Kasey "K.C." Cooper:  Es un estudiante de secundaria por día y un espía encubierto cuando sea. Es altamente competente en matemáticas y karate, y trabaja para una organización de espionaje del gobierno. Es hija de Kira y Craig Cooper, hermana de Ernie Cooper y nieta de Gayle King y Othello King.
- Veronica Dunne como Marisa Miller: Es la mejor amiga de K.C. Ella es alegre, femenina y una persona muy extrovertida. En el episodio "Photo Bombed", se entera de la vida de espía de K.C.
- Kamil McFadden como Ernie Cooper: Es el hermano de  K.C. y  Judy, es un nerd estereotípico. Es un genio de la informática y se une al equipo de espionaje de la familia en "My Sister from Another Mother... Board". A menudo es ignorado por sus padres (especialmente su padre, que lo trata como prescindible durante las misiones), lo que le da un complejo de inferioridad grave.
- Trinitee Stokes como Judy Cooper: Es la sarcástica hermana robot de Ernie y K.C. que parece una niña de 9 años. Su naturaleza robótica la hace muy inteligente, pero no tiene habilidades sociales, aunque se la considera descarada. Su nombre significa "Junior Undercover Digital Youth". Ella no aparece en el programa hasta "My Sister from Another Mother... Board", cuando los padres de Cooper creen que Ernie no sería un espía lo suficientemente bueno antes de que rápidamente demuestre que están equivocados.
- Tammy Townsend como Kira Cooper: Es madre de K.C., Ernie y Judy y también espía encubierto.
- Kadeem Hardison como Craig Cooper: Es padre de K.C., Ernie y Judy y también espía secreto.

### Recurrentes
- Jaime Moyer como la Sra. Jodie Goldfeder: Es el vecino de los Coopers y la madre de Petey. Al igual que Petey, ella también es desagradable y ruidosa, frecuentemente visitando la casa de Cooper.
- James DiGiacomo como Petey Goldfeder: Es un "amigo" de Judy. Judy lo encuentra molesto, ya que ha demostrado ser escéptico de la familia Cooper, cuando Judy está sola. Él ha demostrado ser odioso y ruidoso cada vez que grita el nombre de Judy.
- Ross Butler como Brett Willis: Es un espía enemigo y exnovio de K.C. En "Operación: Otro lado, Parte 2", se muestra que Brett fue expulsado de la organización, después de que se descubrió que trabajaba como agente doble y que era hijo de Zane, ahora trabaja para el otro lado como mano a mano. Instructor de combate de mano En "K.C. y Brett: El capítulo final" Brett fue enviado a matar a K.C., pero no lo logró, y ahora se encuentra huyendo del Otro Lado en Canadá.
- Kara Royster como Abby Martin: Es la prima perdida hace mucho tiempo de K.C. y Ernie y la hija de Erica Martin y Richard Martin. Ella es secretamente un miembro del Otro Lado que fue enviada para reactivar el estado de su madre.
- Rick Hall como  Agente Johnson: Es el líder de la Organización.
- Sherri Shepherd como Beverly: Es un miembro de la Organización. Ella es buena amiga de la familia Cooper.
- François Chau como Zane: Es un miembro del Otro Lado y el padre de Brett. Después de que Richard es capturado por los Coopers, se convierte en el nuevo líder del Otro Lado.
- Lee Reherman como Victor: Es el subjefe del Otro Lado.
- Jasmine Guy como Erica: Es la hermana de Kira, la esposa distanciada de Richard Martin, la madre de Abby, la tía de K.C. y Ernie, y un miembro del Otro Lado que estuvo inactivo.
- Rick Fox como Richard: Es el padre de Abby, el esposo de Erica, y el tío de K.C. y Ernie. Él es el líder del Otro Lado que ha eludido a la Organización.
- Connor Weil como Brady: Es un agente enemigo que trabaja para una organización de espías renegada conocida como Alternate. Él aparece en la tercera temporada.

### Invitados especiales
- China Anne McClain como Sheena
- Raven-Symoné como Simone Deveraux
- Bella Thorne como Jolie
- Sherri Sheperd como Agente Beverly
- Roz Ryan como Abuela Gayle
- Charles Robinson como Pops
- George Wallace como Papá Earl

## Episodios
| Temporada | Temporada | Episodios | Episodios | Emisión original    | Emisión original     |
| Temporada | Temporada | Episodios | Episodios | Primera emisión     | Última emisión       |
| --------- | --------- | --------- | --------- | ------------------- | -------------------- |
|           | 1         | 27        | 27        | 18 de enero de 2015 | 24 de enero de 2016  |
|           | 2         | 24        | 24        | 6 de marzo de 2016  | 13 de enero de 2017  |
|           | 3         | 24        | 24        | 7 de julio de 2017  | 2 de febrero de 2018 |

## Producción
La serie se anunció por primera vez como piloto en preproducción titulada Super Awesome K.C. en noviembre de 2013. La serie estaba programada para protagonizar a la estrella de Shake It Up, Zendaya, que interpretaría a K.C. Cooper, de 16 años, una tecnología abierta y confiada y hábil cinturón negro, que descubre que sus dos padres son espías que esperan que ella siga sus pasos. La producción en el piloto estaba programada para comenzar a principios de 2014. El 6 de noviembre de 2013, Zendaya tuiteó acerca del piloto, diciendo que quiere traer de vuelta el "genial Disney Channel", mencionando programas como That's So Raven, The Proud Family y Kim Possible. Fue ordenado a la serie por Disney Channel en mayo de 2014, con la serie ahora bajo el título Agente K.C. La serie fue lanzada en Watch Disney Channel el 1 de enero de 2015, y fue seguida por el estreno televisivo el 18 de enero de 2015. La primera temporada consistió en 27 episodios. El 15 de mayo de 2015, Disney Channel renovó la serie para una segunda temporada, que se estrenó el 6 de marzo de 2016. El 1 de agosto de 2016, People reveló que la serie había sido renovada por tercera temporada. La tercera temporada se estrenó en Disney Channel el 7 de julio de 2017. El 9 de agosto de 2017, Zendaya afirmó que terminó de grabar la tercera temporada, y confirmó que ella terminaría la serie con la tercera temporada.